# Coracistis
Coracistis é um gênero de mariposa pertencente à família Acrolepiidae.